# 1884.
◄ | 18. stoljeće | 19. stoljeće | 20. stoljeće | ►
◄ | 1850-ih | 1860-ih | 1870-ih | 1880-ih | 1890-ih | 1900-ih | 1910-ih | ►
◄◄ | ◄ | 1881. | 1882. | 1883. | 1884. | 1885. | 1886. | 1887. | ► | ►►
Arhitektura • Astronomija • Biologija • Film • Fotografija • Glazba • Kazalište • Kemija • Kiparstvo • Knjige • Književnost • Kršćanstvo • Meteorologija • Medicina • Planinarstvo • Politika • Pravo • Promet • Slikarstvo • Šport • Znanost • Željeznički promet

## Događaji
- utemeljena je Pamučna industrija Duga Resa (Mala hidroelektrana Pamučna industrija Duga Resa)[1]
- osnovano drvno-industrijsko poduzeće Belišće d. d.[2]
- 8. lipnja – Na prijedlog Mihovila Pavlinovića Dalmatinski sabor donio odluku da se sa strankama razgovara na hrvatskom jeziku i da nikog se ne smije primiti u državnu službu ako uz talijanski jezik ne dokaže i poznavanje hrvatskoga jezika.[3]

## Rođenja
- 6. veljače – Stjepan Bojničić, hrvatski glumac († 1927.)
- 23. veljače – Kazimir Funk, poljski biokemičar († 1967.)
- 13. ožujka – Đuro Basariček, hrvatski političar († 1928.)
- 24. ožujka – Peter Joseph William Debye, nizozemski fizičar i kemičar, dobitnik Nobelove nagrade za kemiju († 1966.)
- 4. travnja – Giacomo Alberione, talijanski svećenik i blaženik († 1971.)
- 7. travnja – Bronisław Malinowski, britanci antropolog i etnolog poljskoga podrijetla († 1942.)
- 12. travnja – Otto Fritz Meyerhof, njemački liječnik, nobelovac († 1951.)
- 8. svibnja – Harry S. Truman, 33. predsjednik SAD-a († 1972.)
- 28. svibnja – Edvard Beneš, čehoslovački političar († 1948.)
- 12. srpnja – Amedeo Modigliani, talijanski slikar židovskog podrijetla († 1920.)
- 3. kolovoza – Josias Braun-Blanquet,  švicarski botaničar († 1980.)
- 11. listopada – Friedrich Bergius, njemački kemičar († 1949.)
- 20. prosinca – Eduard Miloslavić, hrvatski znanstvenik († 1952.)
- Etienne Gilson, francuski filozof i povjesničar filozofije († 1978.)

## Smrti
- 6. siječnja – Gregor Mendel, biolog
- 14. siječnja – Philippe Suchard, švicarski slastičar i tvorničar čokolade (* 1797.)
- 17. veljače – Sidonija Erdödy Rubido, hrvatska operna pjevačica (* 1819.)
- 24. travnja – Marie Taglioni, švedska balerina (* 1804.)
- 12. svibnja – Bedřich Smetana, češki skladatelj (* 1824.)
- 16. svibnja – Ignac Kristijanović, hrvatski (kajkavski) književnik (* 1796.)
- 27. studenog – Fanny Elssler,  austrijska balerina (* 1810.)

## Vanjske poveznice
|  | Zajednički poslužitelj ima još gradiva o temi 1884. |